# سنباده (سنگ)

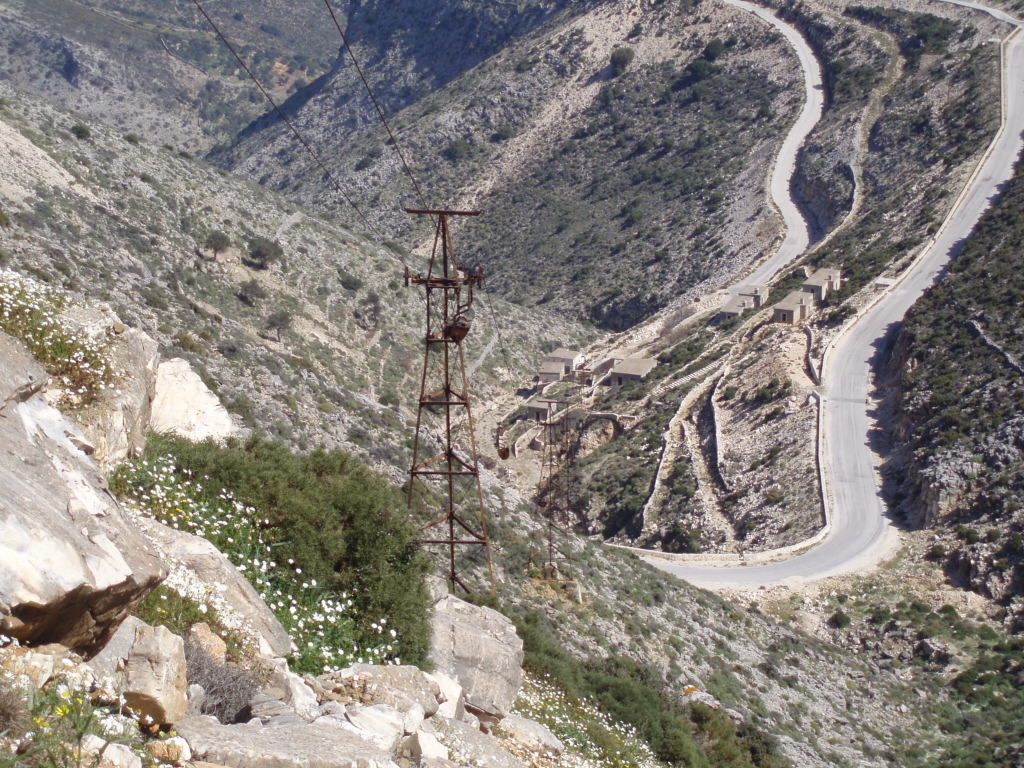
معدن سنگ سنباده در ناکسوس

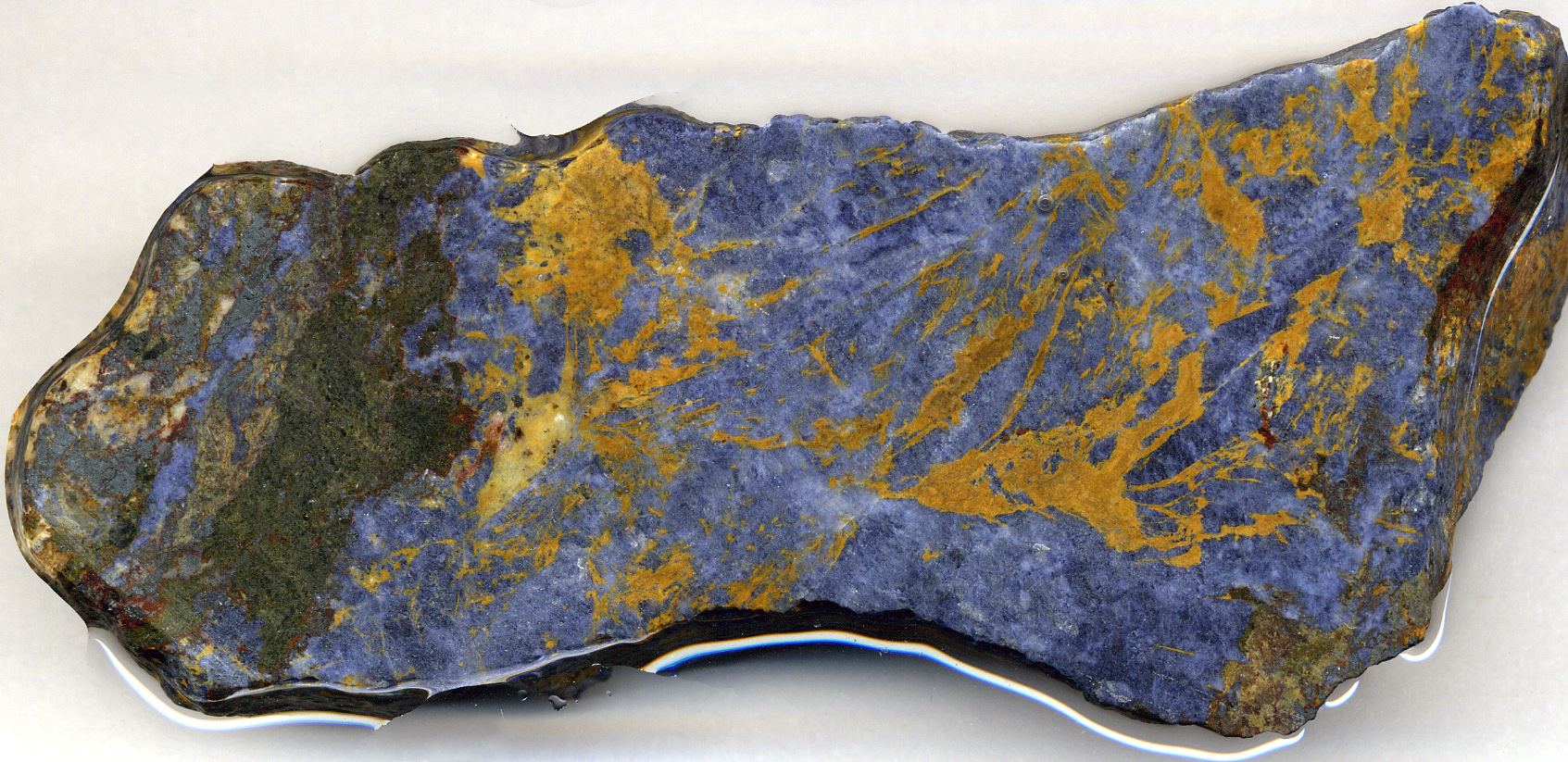
سنگ سنباده یا کدوندیت در معدن ناکسوس. بخش آبی کرندوم یا یاقوت کبود است. تختال مرطوب به عرض 10 cm.

سنگ سنباده (انگلیسی: Emery) یا کروندیت (corundite) سنگ‌ دانه‌ای تیره‌رنگی است که برای تولید پودر ساینده استفاده می‌شود. این سنگ به‌طور عمده از کرندوم (آلومینیوم اکسید) ترکیب‌شده با مواد معدنی دیگر مانند لعل‌های آهن‌دار، هرسینیت و مگنتیت و همچنین روتیل (تیتانیوم دی‌اکسید) تشکیل شده‌است. سنباده صنعتی ممکن است حاوی انواع دیگری از مواد معدنی و ترکیبات مصنوعی مانند آجر منیزیتی، مولایت و دی‌اکسید سیلیسیم باشد.
رنگ سنگ سنباده مشکی یا خاکستری تیره و ضخیم‌تر از کرندوم قهوه‌ای نیمه‌شفاف است و چگالی نسبی آن بین ۳٫۵ تا ۳٫۸ است. از آنجا که این سنگ می‌تواند مخلوطی از مواد معدنی باشد، هیچ سختی موس مشخصی را نمی‌توان برای آن تعیین کرد. سختی کرندوم ۹ و برخی از کانی‌های گروه اسپینل نزدیک به ۸ است، اما سختی دیگر ترکیب‌ها مانند مگنتیت نزدیک به ۶ است.
سنباده خردشده یا به‌طور طبیعی فرسایش‌یافته (معروف به ماسه سیاه) به‌عنوان ساینده به‌کار می‌رود. از این ماده همچنین به عنوان تقویت‌کننده کشش در بتن آسفالتی و مخلوط آسفالت استفاده می‌شود. ترکیه و یونان تأمین‌کنندگان اصلی سنباده جهان هستند. این دو کشور در سال ۱۹۸۷ حدود ۱۷۵۰۰ تن از این ماده معدنی را تولید کردند.